# Sybra arator
Sybra arator là một loài bọ cánh cứng trong họ Cerambycidae.